# Велики Жеп
Велики Жеп је подземни војни објекат у близини Хан Пијеска, Република Српска, Босна и Херцеговина.

## Историја
Након Другог свјетског рата Југословенска народна армија је на 4 километра удаљености од Хан Пијеска, у Црној Ријеци изградила подземни војни објакат „Велики Жеп“, који је требало да буде командно мјесто у случају Трећег свјетског рата. Изградња је почела педесетих година прошлог вијека, одмах послије резолуције Информбироа, а завршена је 1968. године.
Комплекс се простире на око 5.000 m². Састојао се од три засебна објекта: „Гољак-1“ испод брда Велики Жеп, „Гољак-2“ испод Бојчиног брда и „Гољак-3“ испод брда Велико Игриште. Укопан је неколико стотина метара под земљом и оспособљен једном од најкомплекснијих телефонских централа у Европи. Послије завршене градње, објекат је седамдесетих година реновиран и осавремењен. Цијели објекат под земљом је климатизован, са 25 степени температуре и љети и зими. Грађен је тако да се у њему може боравити преко 6 мјесеци без потребе да се изађе напоље. Процјењује се да му не би могао наудити ни нуклеарни удар од 10.000 килотона. Рачуна се да је комплекс коштао преко милијарду долара.
Распадом Југославије и отпочињањем рата у БиХ 1992. године, у објекту је био смјештен Главни штаб Војске Републике Српске.
По налогу међународних војних снага 2005. године, сви улази у подземне војне објекте су забетонирани армираним бетоном и исти су стављени ван употребе.

## ТВ предајник Велики Жеп
Велики Жеп, који се налази на 1.537 метара надморске висине, један је од ТВ предајника Радио-телевизије Републике Српске.